# Саглам, Эртугрул
Эрту́грул Сагла́м (тур. Ertuğrul Sağlam; род. 19 ноября 1969 года, Зонгулдак, Турция) — турецкий футболист и тренер. Карьеру игрока провёл в клубах «Самсунспор» и «Бешикташ».

## Игровая карьера
Эртугрул Саглам родился 19 ноября 1969 года в Зонгулдаке, городе на черноморском побережье Турции. Воспитанник футбольной школы клуба «Фенербахче».
Во взрослом футболе Саглам дебютировал в 1986 году, выступая за команду «Газиантепспор», в которой провёл два года.
В 1988—1994 годах защищал цвета клуба «Самсунспор», вместе с которым дважды побеждал во Второй лиге.
Своей игрой в «Самсунспоре» Саглам привлёк внимание представителей тренерского штаба «Бешикташа», в который он перешёл в 1994 году. В стамбульской команде Саглам провёл следующие шесть сезонов своей игровой карьеры. Большую часть времени, проведённого в составе «Бешикташа», он был основным игроком атакующего звена команды и одним из главных бомбардиров «Бешикташа», имея среднюю результативность на уровне 0,63 гола за игру первенства Турции. За время своего выступления Эртугрул помог «Бешикташу» выиграть чемпионат, Кубок и Суперкубок страны, а в сезонах 1997/98 и 1998/99 Саглам становился лучшим бомбардиром Кубка Турции.
Саглам завершал профессиональную игровую карьеру в «Самсунспоре», в составе которого уже выступал ранее. К команде Саглам присоединился в 2000 году и защищал её цвета до завершения своих выступлений на профессиональном уровне в 2003 году.

## Международная карьера
27 ноября 1993 года Эртугрул Саглам дебютировал за сборную Турции в победном (2:1) матче против сборной Польши. Саглам был включён в состав национальный команды на чемпионат Европы 1996 года, но ни разу не появился на поле в матчах этого турнира. За 6 лет выступлений за сборную Турции провёл 26 матчей и забил 11 мячей.

## Тренерская карьера
После завершения карьеры профессионального футболиста Эртугрул Саглам начал свою тренерскую деятельность, возглавив тренерский штаб клуба «Самсунспор». С середины июля 2005 года по май 2007 года Саглам работал главным тренером «Кайсериспора», с которым стал одним из победителей Кубка Интертото в 2006 году, после чего недолгое время тренировал «Бешикташ».
В январе 2009 года был назначен главным тренером «Бурсаспора», который по итогам следующего сезона 2009/10 привёл к первому в его истории чемпионскому титулу.
Летом 2013 года Саглам возглавил «Эскишехирспор», а 7 июня 2015 года вернулся в «Бурсаспор», с которым подписал трёхгодичный контракт.
12 мая 2024 года Саглам был назначен главным тренером «Коджаэлиспора» во второй раз, подписав с клубом контракт на 1,5 + 1 года. 20 декабря 2024 года он объявил, что подал в отставку с должности в клубе.

## Достижения

### В качестве игрока
«Самсунспор»
- Победитель Второй лиги (2): 1990/91, 1992/93
- Победитель Балканского кубка (1): 1993/94

 «Бешикташ»
- Чемпион Турции (1): 1994/95
- Обладатель Кубка Турции (1): 1997/98
- Обладатель Суперкубка Турции (2): 1994, 1998

### В качестве главного тренера
«Кайсериспор»
- Победитель Кубка Интертото (1): 2006

 «Бурсаспор»
- Чемпион Турции (1): 2009/10

### Личные
- Лучший бомбардир Кубка Турции (1): 1998/99